# 아도니스 메디나
아도니스 메디나 델 로사리오(Adonis Medina Del Rosario, 1996년 12월 18일 ~ )는 현 메이저 리그 시애틀 매리너스의 야구 선수다.

## 미국 프로야구 시절
2020년에 필라델피아 필리스에 입단하였다.

## 한국 프로야구 시절

### KIA 타이거즈시절
2023년에 토마스 파노니를 대체할 외국인 투수로 영입되었다. 성적 부진으로 인해 7월에 방출됐다.

## 도미니카 프로야구 시절
2023년에 티그레스 델 리세이에 입단하였다.

## 미국 프로야구 복귀
2024년에 워싱턴 내셔널스와 마이너 계약을 했으나  메이저리그에 승격되지 못했다.
1. ↑  김진성 (2024년 7월 11일). “KIA에서 2승하고 쫓겨난 그 투수는 지금…트리플A 셋업맨 변신…무실점과 4실점, 계산이 안 되네”. 마이데일리. 2024년 7월 30일에 확인함.